# Spiritualized
Spiritualized là một ban nhạc rock người Anh thành lập năm 1990 tại Rugby, Warwickshire bởi Jason Pierce (người thường dùng nghệ danh J. Spaceman) sau khi ban nhạc cũ Spacemen 3 tan rã. Đội hình Spiritualized thay đổi theo từng album, và Pierce—người sáng tác, soạn và hát tất cả nhạc phẩm của ban nhạc-là thành viên duy nhất luôn hiện diện.
Spiritualized đã phát hành bảy album phòng thu. Được biết đến và ca ngợi nhiều nhất có lẽ là Ladies and Gentlemen We Are Floating in Space (1997), được tạp chí NME phong tặng danh hiệu Album của Năm.
Ban nhạc chơi một loạt phong cách, gồm space rock, neo-psychedelia, art rock, experimental rock và garage rock.

## Đĩa nhạc
- Lazer Guided Melodies (1992)
- Pure Phase (1995)
- Ladies and Gentlemen We Are Floating in Space (1997)
- Let It Come Down (2001)
- Amazing Grace (2003)
- Songs in A&E (2008)
- Sweet Heart Sweet Light (2012)
- And Nothing Hurt (2018)
- Everything Was Beautiful (2022)